# Библиотека всемирной литературы
«Библиоте́ка всеми́рной литерату́ры» (БВЛ) — 200-томная серия книг, выпущенная издательством «Художественная литература» в СССР в 1967—1977 годах (первоначально тиражом 300 000 экз., c 1973 года — увеличенным тиражом 303 000 экз.). Распространялась преимущественно по предварительной подписке. В 1979 году вышел «Каталог Библиотеки всемирной литературы». Каждый том содержал вступительную статью, примечания и иллюстрации. «БВЛ» фактически наследовала издательству «Всемирная литература», созданному в 1919 году по инициативе Максима Горького и просуществовавшему до 1927 года.
Решение об издании было принято на заседании Госкомпечати 21 декабря 1965 года, предложение было внесено Главной редакцией художественной литературы и Институтом мировой литературы имени А. М. Горького Академии наук СССР. Потребность в бумаге составляла четыре тысячи тонн ежегодно (бумага № 1, фабрика в городе Лигатне в Латвийской ССР); тома серии были отпечатаны в Первой образцовой типографии имени А. А. Жданова и типографии «Красный пролетарий».
«Библиотека» состоит из трёх серий:
- «Литература Древнего Востока, Античного мира, Средних веков, Возрождения, XVII и XVIII веков».
- «Литература XIX века».
- «Литература XX века».

Общий вес всех томов — 163 кг.
Не путать с одноимённой книжной серией российского издательства «Эксмо», которая издаётся с 2002 года.

## Состав

Том 1, лицевая сторона суперобложки

### Серия «Литература Древнего Востока, Античного мира, Средних веков, Возрождения, XVII и XVIII веков»

#### Древний Восток
- № 1. Поэзия и проза Древнего Востока / Древнеегипетская литература / Литература Шумера и Вавилона / Хеттская литература / Литература Древнего Китая / Древнеиндийская литература / Древнеиранская литература / Древнееврейская литература (1973)
- № 2. «Махабхарата». «Рамаяна» (1974)

#### Античный мир
- № 3. Гомер. «Илиада». «Одиссея» (Ил. Г. Епифанова и М. Пикова) (1967)
- № 4. Античная лирика: Гомер, Терпандр Лесбосский, Алкей, Сапфо, Анакреонт, Алкман, Стесихор, Ивик, Коринна, Пиндар, Бакхилид, Праксилла, Архилох, Семонид Аморгский, Гиппонакт, Каллин, Тиртей, Солон, Мимнерм Колофонский, Феогнид, Симонид Кеосский, Ксенофан, Паррасий, Херил, Эвен Паросский, Антимах, Ион Хиосский, Ион Эфесский, Платон, Гегесипп, Эвен Аскалонский, Демодок, Кратет Фиванский, Менандр, Эринна, Адей, Фалек, Филет Косский, Посидипп, Феокрит, Каллимах, Гедил, Асклепиад Самосский, Александр Этолийский, Леонид Тарентский, Симмий, Диоскорид, Анита, Алкей Мессенский, Симонид Магнесийский, Бион, Мосх, Антипатр Сидонский, Филодем, Мелеагр Гадарский, Архий Митиленский, Галл, Антипатр Фессалоникский, Алфей, Руфин, Антифил Византийский, Онест, Автомедонт, Филипп Фессалоникский, Аполлонид, Лоллий Басс, Лукиллий, Никарх, Дионисий Софист, Лукиан, Метродор, Император Юлиан, Паллад, Феон Александрийский, Мариан Схоластик, Юлиан Египетский, Агафий, Македоний, Павел Силенциарий, Валерий Катулл, Квинт Гораций Флакк, Октавиан, Альбий Тибулл, Секст Проперций, Публий Овидий Назон, Луций Анней Сенека, Марк Валерий Марциал, Децим Магн Авсоний, Клавдий Клавдиан, Тукциан, Пентадий, Модестин, Региан, Линдин, Флор, Тибериан, Сульпиций Луперк Сервасий-младший, Луксорий, Витал (1968)
- № 5. Античная драма: Эсхил. Персы. Прометей Прикованный. / Софокл. Эдип-царь. Антигона / Еврипид. Медея. Ипполит / Аристофан. Облака. Мир / Менандр. Брюзга / Плавт. Два Менехма / Теренций. Девушка с Андроса / Сенека. Октавия (1970)
- № 6. Вергилий Марон Публий. «Буколики». «Георгики». «Энеида» (Ил. Д. Бисти) (1971)
- № 7. Ахилл Татий. «Левкиппа и Клитофонт» / Лонг. «Дафнис и Хлоя» / Петроний. «Сатирикон» / Апулей. «Метаморфозы, или Золотой осёл» (Ил. В. Бехтеева и Б. Дехтерева) (1969)

#### Средние Века. Возрождение. XVII век
- № 8. Исландские саги / Ирландский эпос (ил. Рокуэлла Кента) (1973)
- № 9. «Беовульф» / «Старшая Эдда» / «Песнь о Нибелунгах» (ил. В. Носкова) (1975)
- № 10. «Песнь о Роланде» / «Коронование Людовика» / «Нимская телега» / «Песнь о Сиде» / Романсеро (ил. Д. Бисти) (1976)
- № 11. Песни южных славян (1976)
- № 12. «Калевала» (1977)
- № 13. Героический эпос народов СССР. № 1 (1975)
- № 14. Героический эпос народов СССР. № 2 (1975)
- № 15. «Изборник»: Фольклорные и авторские произведения Древней Руси (1969)
- № 16. Классическая поэзия Индии, Китая, Кореи, Вьетнама, Японии: Калидаса, Хала, Амару, Бхартрихари, Джаядева, Аувейар, Шейх Фарид, Лал-дэд, Видьяпати, Чондидаш, Кабир, Сурдас, Мира-баи, Тулсидас, Тукарам, Рампрошад, Мир Таки Мир, Мирза Галиб, Бахадур Шах Зафар, Цао Чжи, Лю Чжэпь, Жуань Цзи, Цзи Кап, Чжан Хуа, Цзо Сы, Тао Юань-мин, Се Лин-юнь, Бао Чжао, Шэнь Юэ, Фань Юнь, Се Тяо, Сюй Лип, Юй Сипь, Ван Бо, Чэпь Цзы-ап, Хэ Чжи-чжан, Хань-шань, Мэн Хао-жань, Ли Ци, Цуй Хао, Ван Вей, Ли Бо, Гао Ши, Лю Чан-цин, Ду Фу, Гу Куан, Дай Шу-лупь, Вэй Ин-у, Мэн Цзяо, Чжан Цзи, Хань Юй, Лю Цэун-юань, Бо Цзюй-и, Ли Юй-си, Юань Чжэнь, Ли Хэ, Цзя Дао, Ли Шэнь, Ду Му, Ли Шан-инь, Вэй Чжуан, Ли Юй, Оуян Сю, Ван Ань-ши, Су Ши, Хуан Тин-цзянь, Чжу Дунь-жу, Ли Цин-чжао, Ян Вань-ли, Лу Ю, Синь Ци-цзи, Гао Кэ-гун, Чжао Мэн-фу, Цзе Си-сы, Хуан Цзинь, Ван Мянь, Хуан Чжэнь-чэн, Кэ Цзю-сы, Ни Цзань, Са Ду-цы, Гао Ци, Гун Син-чжи, Шао Сян-чжэнь, Лань Жэнь, Ху Чэн-лун, Линь Хун, Лю Цю, Юй Цянь, Цянь Бин-дэн, Сюй Чжэнь-цин, Ян Шэнь, Ци Цзи-гуан, Ван Чжи-дэн, Ли Сянь-фап, Тан Сяпь-цзу, Чжан Ган-сунь, Чэнь Цзы-лун, Юри-ван, Ыльчи Мундок, Астролог Юн, Тыго, Син Чхун, Вольмён, Чхундам, Чхоён, Кюнё, Чхве Чхивон, Пак Иннян, Ким Хван-вон, Чон Джисан, Юн Они, Ли Инно, Лим Чхун, Ким Гыкки, Ли Гюбо, Ким Гу, У Тхак, Ли Джехён, Ли Сэк, Ким Гуён, Чон Со, Син, мать Чон Монджу, Чон Монджу, Ли Джопо, Чон Доджон, Киль Джэ, Вон Чхонсок, Мэн Сасон, Ким Джонсо, Пак Пхэннёп, Con Саммун, Ю Ыпбу, Вон Хо, Со Годжон, Ким Джонджик, Ким Сисып, Нам И, Вольсан-тэгун, Ли Хёнбо, Пак Bin, Со Гёндок, Ап Джон, Ли Хвап, Хоп Сом, Хван Джини, Ли Тхэк, Ли Хянгым (Кесэн), Ян Саон, Сон Ин, Ли Хубэк, Квон Хомун, Сон Хон, Ли И, Ли Окпон, Чон Чхоль, Хан Хо, Чо Хоп, Ли Сунсин, Ли Вопик, Чап Гёнсе, Лим Дже, Токкё, Чо Джонсоп, Ли Ханбок, Лю Монъин, Ли Даль, Пак Инно, Ким Санъёп, Хо Напсорхон, Син Хым, Сори, Квон Пхиль, Хо Гюн, Ким Санхон, Хоп Собон, Ким Гванук, Юн Сондо, Ли Мёнхан, Сон Сирёль, Понпим-тэгун (Хёджон), Инпхён-тэгун, Нанвон-гун, Нам Гуман, Ку Джиджон, Юн Дусо, Чу Ыйсик, Ким Юги, Син Джонха, Ким Суджан, Ли Джонбо, Ли Джонджин, Чо Мённи, Ким Чхон-тхэк, Ким Джиптхэ, Син Химун, Хо Соккюн, Ким Минсуп, Пак Чивон, Ли Опджин, Ли Допму, Лю Дыккон, Пак Чега, Ли Согу, Чон Ягён, Нго Тян Лыу, Ван Хань, Ли Тхай Тонг, Виен Тиеу, Ли Тхыонг Киет, Зиеу Нян, Ман Зиак, Кхонг Ло, Дай Са, Куанг Нгием, Минь Чи, Чан Тхай Топг, Чан Тхань Тонг, Чан Куанг Кхай, Чап Няп Топг, Фам Нгу Лао, Чан Ань Тонг, Хюйен Куапг, Мак Динь Ти, Чан Куанг Чиеу, Нгуен Чунг Нган, Нгуен Шыонг, Чан Минь Тонг, Тю Ван Ан, Тю Дыонг Апь, Чыонг Хан Шиеу, Фам Шы Мапь, Чан Нгуен Дан, Нан Фу, Нгуен Фи Кхань, Чан Лэу, Ле Кань Туап, Нгуен Чай, Ли Ты Тан, Ли Тхиеу Динь, Нгуен Чык, By Лам, Jle Тхань Тонг, Лыонг Тхе Винь, До Нюан, Дам Тхэн Хюи, Тхэн Нян Чунг, Тхай Тхуап, Хоанг Дык Лыонг, Дапг Минь Кхием, Фу Тхук Хоань, Нго Ти Лан, By Зюэ, Нгуен Фу Тиен, Нгуен Бинь Кхием, Зиап Хай, Фупг Кхак Хоан, Нгуеп Зиа Тхиеу, Нгуен Хыу Тинь, Фам Тхай, Хо Суан Хыонг, Нгуен Зу, Какиномото Хитомаро, Ямабэ Акахито, Ямапоэ Окура, Отомо Табито, Отомо Якамоти, Нукада, Отомо Саканоэ, Такэти Курохито, Каса Канамура, Оно Такамура, Содзё Хэпдзё, Аривара На-рихира, Оно-но Комати, Фунъя Ясухидэ, Отомо Куронуси, Ки-но Мотиюки, Фудзивара Тосиюки, Оно Садаки, Ки-но То-сисада, Исэ, Сосэй-хоси, Оэ Тисато, Сугавара Митидзанэ, Ки-но Томонори, Киёвара Фуканбу, Аривара Мотоката, Фудзивара Котонао, Минамото Масадзуми, Ки-но Цураюки, Отикоти Мицунэ, Мибу Тадаминэ, Фудзивара Окикадзэ, Минамото Мунэюки, Саканоэ Корэнори, Сонэ Ёситада, Сёку-сёнин, Идзуми Сикибу, Энкэй-хоси, Акадзомэ Эмон, Сагами, Ноин-хоси, Фудзивара Иэцунэ, Сюндо Намики, Тайра Канэмори, Сутоку-ин, Фудзивара Тосинари, Сайгё, Сикиси-найсинно, Кока-монъин бэтто, Фудзивара Иэтака, Минамото Мититомо, Фудзивара Хидэёси, Фудзивара Садаиэ, Дзюнтоку-ин, Нюдо-саки-но дай-дзёдайдзин, Кодай-готаю кэнсэйдзё, Минамото Санэтомо, Сётэцу, Басё, Ранран, Сампу, Кёрай, Иссё, Рансэцу, Кикаку, Оницура, Дзёсо, Бонтё, Какэй, Сико, Тиё, Рёта, Бусон, Гёдай, Кито, Исса, Камо Мабути, Таясу Мунэтакэ, Одзава Роан, Рёкан, Кагава Кагэки, Окума Котомити, Татибана Акэми (1977)
- № 17. Классическая драма Востока: Бхаса, Шудрака, Калидаса, Харша, Бхавабхути, Вараручи, Гуань Хань-цин, Ма Чжи-юапь, Чжэн Тин-юй, Тан Сянь-цзу, Хун Шэн, Кун Шан-жэнь, Ян Чао-гуань, Каннами Киёцугу, Дзэами Мотокиё, Кандзэ Кодзиро Нобумицу, Тикамацу Мондзаэмон (1976)
- № 18. Классическая проза Дальнего Востока (1975)
- № 19. Тысяча и одна ночь (Ил. Н. Попова) (1975)
- № 20. Арабская поэзия средних веков: Аль-Мухальхиль, Аш-Шанфара, Тааббата Шарран, Имруулькайс, Тарафа, Амр ибн Кульсум, Аль-Харис ибн Хиллиза, Зухайр, Антара, Алькама, Абид ибн аль-Абрас, Ас-Самаваль, Ади ибн Зайд, Урва ибн аль-Вард, Аль-Ханса Лабид, Ан-Набига аз-Зубьяни, Аль-Аша, Аль-Хутайа, Аль-Ахталь, Аль-Фараздак, Джарир, Маджнун (Кайс ибн аль-Мулав-вах), Омар ибн аби Рабиа, Башшар ибн Бурд, Абу Нувас, Абу-ль-Атахия, Абу Таммам, Аль-Бухтури, Ибн ар-Руми, Ибн аль-Мутазз, Аль-Мутанабби, Абу Фирас, Ас-Санаубари, Абу Дулаф аль-Хазраджи, Аш-Шариф ар-Рады, Абу-ль-ала аль-Маарри, Ибн аль-Фарид, Абд ар-Рахман, Аль-Газаль, Саид ибн Джуди, Ибн абд Раббихи, Ибн Хани, Ибн Шухайд, Ибн Хазм, Аль-Мутамид, Ибн Зайдун, Ибн Хамдис, Ибн аз-Заккак, Ибн Хафаджа, Абу-ль-Валид аль-Ваккаши, Ибн Кузман, Абу Джафар Ахмад ибн Саид, Ибн Сафар аль-Марини, Ибн аль-Араби, Абу-ль-Бака ар-Рунди, Ибрахим Ибн Сахль, Ибн аль-Хатиб. (1975)
- № 21. Ирано-таджикская поэзия: Рудаки, Носир Хисроу, Омар Хайям, Руми, Саади, Хафиз, Джами (1974)
- № 22. Средневековый роман и повесть: Кретьен де Труа. «Ивэйн, или Рыцарь со львом» / «Роман о Тристане и Изольде» / «Окасенн и Николетта» / Вольфрам фон Эшенбах. «Парцифаль» / Гартман фон Ауэ. «Бедный Генрих» (1974)
- № 23. Поэзия трубадуров. Поэзия миннезингеров. Поэзия вагантов (1974)
- № 24. Фирдоуси. «Шах-наме» (1972)
- № 25. Низами. «Пять поэм» (1968)
- № 26. Навои, Алишер. Поэмы 1972)
- № 27. Руставели, Шота. «Витязь в тигровой шкуре» (пер. Н. Заболоцкого) (Ил. С. Кобуладзе) (1969)
- № 28. Данте Алигьери. «Новая жизнь» (пер. А. Эфроса). «Божественная Комедия» (пер. М. Лозинского) (Ил. Гюстава Доре) 1967)
- № 29. Боккаччо, Джованни. «Декамерон» (1970)
- № 30. Джеффри Чосер. «Кентерберийские рассказы» (Ил. Ф. Константинова) (1973)
- № 31. Европейская новелла Возрождения: Франко Саккетти, Сер Джованни Флорентиец, Мазуччо Гуардати, Луиджи Пульчи, Лоренцо де Медичи, Никколо Макьявелли, Франческо Мария Мольца, Луиджи Аламанни, Луиджи Да Порто, Антонфранческо Граццини по прозвищу Ласка, Маттео Банделло, Пьетро Фортини, Джамбаттиста Джиральди Чинтио, Джованфранческо Страпарола, Джироламо Парабоско, Шипионе Баргальи, Никола де Труа, Бонавантюр Деперье, Ноэль Дю Файль, Маргарита Наваррская, Франсуа де Бельфоре, Сеньор де Шольер, Франсиско Лопес де Вильялобос, Антонио де Вильегас, Хуан де Тимонеда, Мигель де Сервантес, Тирсо де Молина, Гаспар Лукас Идальго, Агустин де Рохас Вильяндрандо, Антонио де Эслава (1974)
- № 32. Европейские поэты Возрождения: Данте Алигьери, Франческо Петрарка, Джованни Боккаччо, Леонардо Джустиниан, Буркьелло, Джованни Понтано, Луиджи Пульчи, Пистойя, Маттео Боярдо, Лоренцо Медичи, Микеле Марулло, Анджело Полициано, Якопо Саннадзаро, Никколо Макиавелли, Пьетро Бембо, Лудовико Ариосто, Микеланджело Буонарроти, Теофило Фоленго, Франческо Берни, Джованни Делла Каза, Гаспара Стампа, Джован Баттиста Строцци, Луиджи Тансилло, Галеаццо ди Тарсиа, Торквато Тассо, Марко Марулич, Илия Л. Цриевич, Шишко Менчетич, Джоре Држич, Марин Кристичевич, Антун Вранчич, Мавро Ветранович, Ганнибал Луцич, Петр Гекторович, Марин Кабога, Марин Држич, Никола Димитрович, Динко Ранина, Юрий Баракович, Доминко Златарич, Себастиан Брант, Конрад Цельтис, Альбрехт Дюрер, Томас Мурнер, Мартин Лютер, Ульрих фон Гуттен, Бурхард Вальдис, Ганс Сакс, Эразм Альбер, Георг Ролленхаген, Иоганн Фишарт, Бартоломеас Рингвальд, Франсуа Вийон, Меллен де Сен-Желе, Маргарита Наваррская, Клеман Маро, Бонавантюр Деперье, Морис Сэв, Луиза Лабе, Оливье де Маньи, Понтюс де Тиар, Пьер Ронсар, Жоакен Дю Белле, Жан Дора, Жан-Антуан де Баиф, Реми Белло, Этьен Жодель, Клод де Бютте, Этьен де Ла Боэси, Амадис Жамен, Жак Таюро, Жан Пассера, Воклен де Ла Френе, Марк Папийон де Лафриз, Гийом Дю Бартас, Агриппа д’Обинье, Филипп Депорт, Жан де Спонд, Петер Борнемисса, Балинт Балашши, Янош Римаи, Миколай Рей, Ян Кохановский, Миколай Сэмп Шажинский, Себастьян Фабиан Кленовиц (1974)
- № 33. Брант, Себастьян. «Корабль дураков» / Эразм Роттердамский. «Похвала глупости». «Навозник гонится за орлом». «Разговоры запросто» / «Письма тёмных людей» / Гуттен, Ульрих фон. «Диалоги» (1971)
- № 34. Утопический роман XVI—XVII веков: Томас Мор. «Утопия» / Кампанелла. «Город солнца» / Бэкон Фрэнсис. «Новая Атлантида» / Сирано де Бержерак. «Государства Луны» / Дени Верас. «История севарамбов» (Ил. Ю. Селиверстова) (1971)
- № 35. Рабле, Франсуа. «Гаргантюа и Пантагрюэль» (пер. Н. Любимова) (Ил. Гюстава Доре) (1973)
- № 36. Шекспир, Вильям. Трагедии. Сонеты (1968)
- № 37. Сервантес, Мигель де. «Хитроумный идальго Дон Кихот Ламанчский». Часть 1 (пер. Н. Любимова) (Ил. Гюстава Доре) (1970)
- № 38. Сервантес, Мигель де. «Хитроумный идальго Дон Кихот Ламанчский». Часть 2 (пер. Н. Любимова) (Ил. Гюстава Доре) (1970)
- № 39. Испанский театр: Лопе де Вега / Тирсо де Молина / Хуан Руис де Аларкон / Педро Кальдерон / Агустин Морето (1969)
- № 40. Плутовской роман: Жизнь Ласарильо с Тормеса, его невзгоды и злоключения / Франсиско де Кеведо-и-Вильегас. История жизни пройдохи по имени дон Паблос / Луис Велес де Гевара. Хромой Бес / Алонсо де Кастильо-и-Солорсано. Севильская Куница, или Удочка для кошельков / Томас Нэш. Злополучный скиталец, или Жизнь Джека Уилтона (Ил. В. Носкова) (1975)
- № 41. Европейская поэзия XVII века (1977)
- № 42. Ларошфуко, Франсуа VI де. «Максимы» / Паскаль, Блез. «Мысли» / Лабрюйер, Жан де. «Характеры, или Нравы нынешнего века» (1974)
- № 43. Театр французского классицизма: Пьер Корнель, Жан Расин (1970)
- № 44. Мольер, Жан-Батист. Комедии (Ил. П. Бриссара) (1972)
- № 45. Мильтон, Джон. «Потерянный рай» (пер. А. Штейнберга). Стихотворения (пер. Ю. Корнеева). «Самсон-борец» (пер. Ю. Корнеева) (Ил. Гюстава Доре) (1976)
- № 46. Гриммельсгаузен, Ганс Якоб Кристоффель фон. «Симплициссимус» (пер. А. Морозова) (1976)

#### XVIII век
- № 47. Бёрнс, Роберт. Стихотворения. Поэмы / Шотландские баллады (Ил. В. Фаворского) (1976)
- № 48. Бомарше. Драматические произведения (пер. Н. Любимова). Мемуары (пер. Л. Зориной). (Ил. Ю. Игнатьева) (1971)
- № 49. Вольтер. «Орлеанская девственница» (пер. под ред. М. Лозинского). «Магомет» (пер. И. Шафаренко). Философские повести (пер. Н. Дмитриева, Е. Евниной, Ф. Сологуба, Г. Блока, Н. Коган) (1971)
- № 50. Гёте, Иоганн Вольфганг. «Фауст» (пер. Б. Пастернака) (Ил. Морица Рецша) (1969)
- № 51. Гольдони, Карло. «Слуга двух хозяев», «Феодал», «Трактирщица», «Веер» / Гоцци, Карло. «Любовь к трем апельсинам», «Король-олень», «Турандот» / Альфьери, Витторио. «Орест», «Саус», «Мирра», «Брут Второй» (Ил. И. Прагера) (1971)
- № 52. Дефо, Даниель. «Робинзон Крузо» (пер. М. Шишмарёвой). «История полковника Джека» (пер. Н. Шерешевской и Л. Орёл) (Ил. Н. Попова) (1974)
- № 53. Дидро, Дени. «Монахиня» (пер. Д. Ливщиц и Э. Шлосберг). «Племянник Рамо» (пер. А. Федорова). «Жак-фаталист и его хозяин» (пер. Г. Ярхо) (1973)
- № 54. Лессинг, Готхольд Эфраим. Драмы. Басни в прозе (Ил. В. Носкова) (1972)
- № 55. Поэзия народов СССР IV—XVIII веков: Месроп Маштоц, Мовсес Хоренаци, Иоанн Мандакуни, Комитас, Давтак Кертог, Степаннос Сюнеци, Саакдухт Сюнеци, Ханзала Бодгиси, Фируз Машрики, Абусалик Гургани, Григор Нарекаци, Шахид Балхи, Абу Шакур Балхи, Абу Мансур Дакики, Имаро Хорасани, Хаким Хаббаз Нишапури и его сын, Абу-ль-Хасан Кисаи, Абу-ль-Касим Унсури, Абу Али ибн Сина, Абу-ль-Хасан Фаррухи, Абунаджм Манучехри, Абу Мансур Асади, Носир Хисроу, Фахр ад-дин Асад Гургани, Масуд Саад Сальман, Катран Тебризи, Юсуф Хас-Хаджиб, Ахмад Яссави, Ахмад Югнаки, Ованес Саркаваг Имастасер, Нерсес Шнорали, Чахрухадзе, Иоанн Шавтели, Мехсети Гянджеви, Муджиреддин Бейлакани, Эфзеледдин Хагани, Низами Гянджеви, Сабир Термези, Абу-ль-Маджд Санай, Авхададдин Анвари, Фарид-ад-дин Аттар, Асир-ад-дин Ахсикати, Сайфи Исфаранги, Сайфи Фаргони, Гали, Ованес Ерзикаци Плуз, Фрик, Констандин Ерзикаци, Хачатур Кечареци, Изеддин Гасаноглы, Авхеди Мерагаи, Хаджу Кирмани, Убайд Закани, Камал Худжанди, Носир Бухорои, Бурханэддин Сиваси, Несими, Ассар Тебризи, Рабгузи, Хорезми, Дурбек, Ованес Тлкуранци, Мкртич Нагаш, Аракел Багишеци, Аракел Сюнеци, Хакики Джаханшах Кара-Коюнлу, Саккаки, Атаи, Лутфи, Алишер Навои, Захиреддин Мухаммад Бабур, Мухаммад Салих, Маджлиси, Исмати Бухорои, Бадраддин Хилали, Абдурахман Мушфики, Шах-Исмаил Хатаи, Хабиби, Физули, Мухамедъяр, Ованес, Григорис Ахтамарци, Наапет Кучак, Овасап Себастаци, Давид Саладзорци, Степаннос, Иеремия Кемурджян, Нерсес Мокаци, Теймураз І, Гарсеван Чолокашвили, Иосиф Тбилели, Арчил ІІ, Вахтанг VI, Ковси Тебризи, Саиб Тебрези, Нишат Ширвани, Мехджур Ширвани, Турды, Машраб Бабарахим, Мэвла Колый, Байрам-хан, Салым Туркмен, Варлаам, Дософтей, Мирон Костин, Шавкат Бухорои, Зебуннисо, Саидо Насафи, Бедиль, Мирзо Содик Мунши, Мунис, Утыз-Имэни, Салават Юлаев, Гаиби, Азади, Довлетмамед, Махтумкули, Андалиб Нурмухамедгариб, Магрупи, Шабенде, Шейдай, Бухар-Жырау, Жиен-Жырау, Ага Масих Ширвани, Вагиф Молла-Панах, Видади Молла Вели, Багдасар Дпир, Петрос Капанци, Григор Ошаканци, Нагаш Овнатан, Саят-Нова, Манана, Бесики, Давид Гурамишвили, Анхил Марин, Патимат из Кумуха, Саид из Кочхюра, Григорий Сковорода, Иван Котляревский, Кристионас Донелайтис (1972)
- № 56. Аббат Прево. «Манон Леско» / Лакло, Шодерло де. «Опасные связи» (1967)
- № 57. Русская поэзия XVIII века: А. Кантемир, В. Тредиаковский, М. Ломоносов, А. Сумароков, В. Майков, М. Херасков, И. Богданович, М. Хемницер, В. Капнист, А. Радищев, Н. Львов, М. Муравьев, Ю. Нелединский-Мелецкий, И. Крылов, Н. Карамзин, И. Дмитриев, Г. Державин (1972)
- № 58. Руссо, Жан-Жак. «Юлия, или Новая Элоиза» (1968)
- № 59. Свифт, Джонатан. «Сказка бочки» (пер. А. Франковского). «Путешествия Гулливера» (пер. под ред. А. Франковского) (илл. Ж. Гранвиль) (1976)
- № 60. Смоллет, Тобайас. «Путешествие Хамфри Клинкера» / Голдсмит, Оливер. «Векфильдский священник» (Ил. А. Голицына) (1972)
- № 61. Стерн, Лоренс. «Жизнь и мнения Тристрама Шенди, джентльмена». «Сентиментальное путешествие по Франции и Италии» (пер. А. Франковского) (Ил. С. Пожарского) (1968)
- № 62. Филдинг, Генри. «История Тома Джонса, найдёныша» (пер. А. Франковского) (Ил. В. Носкова) (1973)
- № 63. Русская проза XVIII века (1971)
- № 64. Шиллер, Фридрих. Драмы. Стихотворения (Ил. Б. Дехтерева) (1975)

### Серия «Литература XIX века»
- № 65. Аларкон, Педро. «Треугольная шляпа» / Валера, Хуан. «Пепита Хименес» / Гальдос, Бенито Перес. «Донья Перфекта» / Бласко Ибаньес, Висенте. «Кровь и песок» (Ил. С. Бродского) (1976)
- № 66. Андерсен, Ганс Христиан. Сказки. Истории (Ил. В. Пивоварова) (1973)
- № 67. Байрон, Джордж Гордон. «Паломничество Чайльд-Гарольда» (пер. В. Левика). «Дон-Жуан» (пер. Т. Гнедич) (Ил. Ф. Константинова) (1972)
- № 68. Бальзак, Оноре де. «Утраченные иллюзии» (Ил. М. Майофиса) (1973)
- № 69. Беранже, Пьер Жан. Песни / Барбье, Огюст. Стихотворения / Дюпон, Пьер. Песни (1976)
- № 70. Вазов, Иван. «Под игом»
- № 71. Томас Гарди. «Тэсс из рода д’Эрбервиллей». «Джуд Незаметный» (Ил. В. Носкова) (1970)
- № 72. Гейне, Генрих. Стихотворения. Поэмы. Проза (1971)
- № 73. Герцен, Александр. «Былое и думы». Части 1—5 (1969)
- № 74. Герцен, Александр. «Былое и думы». Части 6—8 (1969)
- № 75. Гоголь, Николай. Повести. Пьесы. «Мёртвые души» (1975)
- № 76. Гонкур, Эдмон де, Гонкур, Жюль де. «Жермини Ласерте». «Братья Земганно». «Актриса Фостен» (1972)
- № 77. Гончаров, Иван. «Обломов» (1973)
- № 78. Гофман, Эрнст Теодор Амадей. «Житейские воззрения кота Мурра вкупе с фрагментами биографии капельмейстера Иоганнеса Крейслера, случайно уцелевшими в макулатурных листах». Повести и рассказы (1967)
- № 79. Грибоедов, Александр. «Горе от ума» / Сухово-Кобылин, Александр. Пьесы / Островский, Александр. Пьесы (Ил. Д. Бисти и А. Гончарова) (1974)
- № 80. Гюго, Виктор. «Девяносто третий год». «Эрнани». Стихотворения (1973)
- № 81. Доде, Альфонс. «Тартарен из Тараскона». «Бессмертный» (Ил. Ф. Константинова) (1974)
- № 82. Диккенс, Чарлз. «Приключения Оливера Твиста». Повести и рассказы (1969)
- № 83. Достоевский, Фёдор. «Преступление и наказание» (Ил. Д. Шмаринова) (1970)
- № 84. Достоевский, Фёдор. «Братья Карамазовы» (Ил. В. Минаева) (1973)
- № 85. Европейская поэзия XIX века (1977)
- № 86. Золя, Эмиль. «Тереза Ракен». «Жерминаль» (Ил. Г. Филипповского) (1975)
- № 87. Ибсен, Генрик. Драмы. Стихотворения (1972)
- № 88. Келлер, Готфрид. «Зелёный Генрих» (1972)
- № 89. Клейст, Генрих фон. Драмы. Новеллы (1969)
- № 90. Костер, Шарль де. «Легенда об Уленшпигеле и Ламме Гудзаке, об их доблестных, забавных и достославных деяниях во Фландрии и других краях» (пер. Н. Любимова) (Ил. Франса Мазереля) (1967)
- № 91. Купер, Фенимор. «Шпион». «Последний из могикан» (1974)
- № 92. Лесков, Николай. Повести. Рассказы (1973)
- № 93. Лермонтов, Михаил. Стихотворения. Поэмы. «Маскарад». «Герой нашего времени» (1972)
- № 94. Мелвилл, Герман. «Моби Дик, или Белый Кит» (Ил. Рокуэлла Кента) (1967)
- № 95. Мериме, Проспер. «Хроника царствования Карла IX». Новеллы (Ил. В. Фаворского, С. Бродского и А. Гончарова) (1968)
- № 96. Мицкевич, Адам. Стихотворения. Поэмы (Ил. Ф. Константинова) (1968)
- № 97. Мопассан, Ги де. «Жизнь». «Милый друг». Новеллы 1970)
- № 98. Некрасов, Николай. Стихотворения. Поэмы (1971)
- № 99. Неруда, Ян. Стихотворения. Рассказы. Малостранские повести. Очерки и статьи (1975)
- № 100. Шандор Петёфи. Стихотворения. Поэмы (1971)
- № 101. По, Эдгар. Стихотворения. Проза (Ил. В. Носкова) (1976)
- № 102. Поэзия народов СССР XIX — начала XX века (1977)
- № 103. Пушкин, Александр. Стихотворения. Поэмы. Сказки (1977)
- № 104. Пушкин, Александр. «Евгений Онегин». Драматические произведения. Романы. Повести (1977)
- № 105—106. Русская поэзия XIX века. В 2-х томах:

- В. Жуковский, В. Пушкин, А. Мерзляков, М. Милонов, А. Тургенев, А. Воейков, Д. Давыдов, И. Крылов, К. Батюшков, Н. Гнедич, Ф. Глинка, П. Катенин, К. Рылеев, А. Бестужев, В. Кюхельбекер, А. Одоевский, П. Вяземский, Е. Баратынский, А. Дельвиг, Н. Языков, И. Козлов, А. Полежаев, Д. Веневитинов, С. Шевырев, А. Хомяков, Н. Цыганов, М. Суханов, Ф. Туманский, А. Ротчев, А. Вельтман, А. Подолинский, С. Стромилов, Н. Кукольник, В. Бенедиктов, П. Ершов, К. Аксаков, А. Кольцов
- Стихотворения Ф. Тютчева, К. Павловой, Е. Гребёнки, И. Мятлева, Э. Губера, Е. Ростопчиной, И. Тургенева, Н. Огарёва, А. Плещеева, А. Майкова, Ф. Фета, А. Григорьева, Я. Полонского, А. Толстого, Козьмы Пруткова, И. Аксакова, Л. Мея, Н. Щербины, А. Разоренова, И. Никитина, Н. Добролюбова, М. Михайлова, В. Курочкина, Д. Минаева, В. Богданова, П. Вейнберга, Л. Пальмина, А. Жемчужникова, А. Аммосова, А. Навроцкого, П. Лаврова, И. Фёдорова (Омулевского), Л. Трефолева, И. Сурикова, С. Дрожжина, Д. Садовникова, А. Боровиковского, П. Якубовича, В. Фигнер, А. Барыковой, А. Апухтина, К. Случевского, Н. Минского, В. Соловьёва, С. Надсона, К. Фофанова, М. Лохвицкой, Л. Радина. (1974)

- № 107. Жорж Санд. «Мопра». «Орас» (Ил. Е. Ракузина) (1974)
- № 108. Салтыков-Щедрин, Михаил. «История одного города». «Господа Головлёвы». Сказки (Ил. художника. Кукрыниксов) (1975)
- № 109. Скотт, Вальтер. «Пуритане». «Легенда о Монтрозе» (Ил. В. Якубовича) (1971)
- № 110. Стендаль. «Красное и чёрное» (Ил. В. Домогацкого) (1969)
- № 111. Марк Твен. «Приключения Тома Сойера». «Приключения Гекльберри Финна». Рассказы (Ил. В. Горяева) (1971)
- № 112. Теккерей, Уильям. «Ярмарка тщеславия» (1968)
- № 113. Толстой, Лев. «Война и мир». Тома 1—2 (Ил. Д. Шмаринова) (1968)
- № 114. Толстой, Лев. «Война и мир». Тома 3—4 (Ил. Д. Шмаринова) (1968)
- № 115. Толстой, Лев. «Анна Каренина» (Ил. О. Верейского) (1976)
- № 116. Толстой, Лев. «Воскресение». Повести. Рассказы (1976)
- № 117. Тургенев, Иван. «Записки охотника». «Накануне». «Отцы и дети» (Ил. В. Домогацкого) (1971)
- № 118. Уайльд, Оскар. Стихотворения. «Портрет Дориана Грея». «Тюремная исповедь» / Киплинг Редьярд. Стихотворения. Рассказы (Ил. Л. Зусмана) (1976)
- № 119. Лонгфелло, Генри. «Песнь о Гайавате» / Уитмен, Уолт. Стихотворения и поэмы / Дикинсон, Эмили. Стихотворения (1976)
- № 120. Флобер, Гюстав. «Госпожа Бовари». «Воспитание чувств» (Ил. М. Майофиса) (1971)
- № 121. Франко, Иван. Стихотворения и поэмы. Рассказы. Борислав смеётся (Ил. В. Якубовича) (1971)
- № 122. Чернышевский, Николай. «Что делать?» (Ил. В. Минаева) (1969)
- № 123. Чехов, Антон. Рассказы. Повести. Пьесы (Ил. Кукрыниксов) (1974)
- № 124. Шевченко, Тарас. «Кобзарь: Стихотворения и поэмы» (1972)
- № 125. Поэзия английского романтизма (Уильям Блейк, Вальтер Скотт, Сэмюель Тэйлор Кольридж, Вильям Вордсворт, Роберт Саути, Томас Мур, Джордж Гордон Байрон, Перси Биши Шелли и Джон Китс) (1975)
- № 126. Александри, Василе. Стихотворения / Эминеску, Михай. Стихотворения / Кошбук, Джордже Стихотворения / Караджале, Ион «Потерянное письмо». Рассказы / Славич, Йоан. «Счастливая мельница» (1975)
- № 127. Эса ди Кейрош. «Преступление падре Амару». «Переписка Фрадике Мендеса» (Ил. Г. Филипповского) (1970)

### Серия «Литература XX века»
- № 128. Айни, Садриддин. «Рабы» (Ил. К. Туренко) (1975)
- № 129. Акутагава, Рюноскэ. Новеллы (Ил. Д. Бисти) (1974)
- № 130. Андрич, Иво. «Травницкая хроника». «Мост на Дрине». (Ил. Л. Зусмана) (1974)
- № 131. Поэзия Африки: Надиа Гсндуз, Анна Греки, Асиа Джебар, Мухаммед Диб, Зехор Зерари, Катеб Ясин, Анри Креа, Каддур М’Хамсаджн, Абу аль-Касим Саадалла, Жан Сенак, Малек Хаддад, Буалем Хальфа, Башир Хадж Али, Жоан Абел, Марио Антонио, Антонио Жазннто, Антонио Кардозо, Фернандо Коста Андраде, Алда Лара, Энрике Лопес Герра, Агостиньо Пето, Арналдо Сантос, Бернар Буа Дадье, Лепрн Питерс, Кофи Авунор, Джойс Адду, Гьормбеи Адалп-Морти, Рафаэл Э.-Г. Арматту, Бенибонгор Дж. Блей, Квесп Брю, Джу де Графт, Дж.-В.-Б. Данкве, Майкл Дей-Анаиг, Эллис Эйтн Комой, Сот Д. Куджо, Коджо Гинайе Кьеи, Аква Лалуа, Альберт Кейиср Менса, Атуквей Окай, Фрэнсис Паркс, Эфуа Теодора Сазерленд, Израэл Кафу Хо, Пене Кхали, Мамаду Траорэ Рэй Отра, Кейта Фодеба, Ришар Догбе, Юсташ Пргоденсио, Салах Джахин, Мухаммед Хафиз Ибрахим, Мугахид Абд аль-Мупейм Мугахид, Ибрахим Мухаммед Наги, Ахмад Рамп, Салах Абд ас-Сабур, Нагпо Сурур, Баирам ат-Туннси, Зейнаб Мухаммед Хусейн, Ахмад Абд аль-Му’ты Хпгази, Ахмед Шауки, Патрис Лумумба, Антуан Роже Боламба, Клементина Нзужы, Освалдо Алканта-ра, Жоржи Барбоза, Каобердиано Дамбара, Каобердпано Ку-ноти, Мануэл Лопес, Габриэл Мариано, Овпдио Мартинс, Томас Мартинс, Гильермо Рошто, Эуженио Таварес, Агнналдо Фонсека, Марио Фонсека, Арналдо Франса, Франсис Бебей, Элолонгэ Эпанья Иондо, Франсуа Сенгат-Куо, Рене Фпломбе, Марина Гаше, Джозеф Кариуки, Джон Мбити, Максим Мде-бека, Марсиаль Синда, Жан-Батист Тати-Лутар, Чикайя У’Тамси, Роланд Тамбекай Демпстер, Бай Т. Мур, Али Мухаммад ар-Ракии, Эдуар Моник, Дэвид Рубаднри, Жан-Жозеф Рабеаривело, Жак Рабеманандзара, Флавиен Ранаиво, Мамаду Голого, Гауссу Диавара, Албакай Усман Кунта, Фили Дабо Сиссоко, Мухаммед Азиз Лахбаби, Онезимо Валима, Сержио Виейра, Жозе Кравейринья, Могимо, Кравейринья Мпумо, Руй Ногар, Руй де Норонья, Марселино дос Сантос, Ноэмия де Соуза, Адду Агво, Адебой Бабалола, Мору Йосуфу Гива, Минд-Ж Карибо, Джон Пеппер Кларк, Гэбриэл Окара, Кристофер Окнгбо, Пайус Олегхе, Деннис Чукуде Осадебей, Франческа Джетунда Перейра, У.-Й. Укву, Адебайо Фалети, Эг Хиго, Воле Шойинка, Фрэнк Абиодун Эг-Имукхеде, Джон Эквере, Каэтано да Коста Алегре, Антонио Томас Медейрос, Франсиско Жозе Тенрейро, Алда до Эспирито Санто, Ламин Диакате, Шейху Умар Дпонг, Бираго Диоп, Давид Дпоп, Леопольд Седар Сенгор, Сембен Усман, Малик Фаль, Гнли абд ар-Рах-ман, Тадж ас-Сир Хасан, Мухаммад аль-Фейтури, Гастон Барт-Уильямс, Саиди Нгузо, Шаабан Роберт, Огендо Хейстингс, Абу аль-Касим аш-Шаббп, Мухаммад аль-Арусп аль-Матви, Е.-С. Атиено-Адхиамбо, Питер Мувати, Окот п’Бптек, Макомбо Бамботе, Кэббэдэ Микаэль, Мэнгэсту Лемма, Питер Генри Абрахамс, Деннис Брутус, Бенедикт Вилакази, А.-С. Джордан, Ингрид Йонкер, Ольга Кпрш, Питер Кларке, Леонард Коса, Эйс Криге, Мазиси Кунене, Н.-М. Кхакетла, Рой Кэмпбелл, Джулиет Лоув, Эзекиел Мпахеле, Освальд Джозеф Мтшали, Артур Норттье, Алан Пейтон, Космо Питерс, Уильям Плумер, Ричард Рив, Фрэнсис Кэри Слейтер, Кингсли Фэрбридж. (1973)
- № 132. Луи Арагон. «Страстная неделя» (Ил. М. Майофиса) (1976)
- № 133. Асуэла, Мариано. «Те, кто внизу[англ.]» / Гальегос, Ромуло. «Донья Барбара[англ.]» / Астуриас, Мигель. «Сеньор Президент» (Ил. Г. Клодта) (1971)
- № 134. Ауэзов, Мухтар. «Путь Абая». № 1 (Ил. Е. Сидоркина) (1971)
- № 135. Ауэзов, Мухтар. «Путь Абая». № 2 (Ил. Е. Сидоркина) (1971)
- № 136. Барбюс, Анри. «Огонь». «Ясность». «Правдивые повести» (Ил. А. Дейнеки и Н. Щеглова) (1967)
- № 137. Бехер, Йоганнес. Стихотворения. «Прощание». «Трижды содрогнувшаяся земля» (Ил. М. Туровского) (1970)
- № 138. Блок, Александр. Стихотворения. Поэмы. Театр (Ил. М. Рудакова) (1968)
- № 139. Брехт, Бертольт. Стихотворения. Рассказы. Пьесы (Ил. А. Крылова) (1972)
- № 140. Бунин, Иван. Стихотворения. Рассказы. Повести (Ил. О. Верейского) (1973)
- № 141. Унамуно, Мигель де. «Туман». «Авель Санчес» / Валье-Инклан, Рамон дель. «Тиран Бандерас» / Бароха-и-Несси, Пио. «Салакаин Отважный». «Вечера в Буэн-Ретиро» (Ил. Игнасио Сулоаги) (1973)
- № 142. Верхарн, Эмиль. Стихотворения. «Зори» / Метерлинк, Морис. Пьесы (Ил. Б. Свешникова) (1972)
- № 143. Испанские поэты XX века (1977)
- № 144. Гашек, Ярослав. «Похождения бравого солдата Швейка» (Ил. Йозефа Лады) (1967)
- № 145. Голсуорси, Джон. «Сага о Форсайтах». № 1 (Ил. В. Горяева) (1973)
- № 146. Голсуорси, Джон. «Сага о Форсайтах». № 2 (Ил. В. Горяева) (1973)
- № 147. Максим Горький. «Детство». «В людях». «Мои университеты». (1975)
- № 148. Максим Горький. «Мать». «Дело Артамоновых». (1967)
- № 149. Максим Горький. Рассказы. Очерки. Воспоминания. Пьесы (1975)
- № 150. Драйзер, Теодор. «Американская трагедия» (1969)
- № 151. Есенин, Сергей. Стихотворения. Поэмы (1973)
- № 152. Западноевропейская поэзия XX века (1977)
- № 153. Анна Зегерс. «Седьмой крест[англ.]». Рассказы (1975)
- № 154. Ивашкевич, Ярослав. «Хвала и слава». № 1 (Ил. Б. Алимова) (1974)
- № 155. Ивашкевич, Ярослав. «Хвала и слава». № 2 (Ил. Б. Алимова) (1974)
- № 156. Янка Купала. Стихотворения и поэмы. «Павлинка» / Колас Якуб. Стихотворения и поэмы (Ил. А. Кашкуревича) (1969)
- № 157. Коцюбинский, Михаил. Повести и рассказы / Украинка, Леся. Стихотворения. Поэмы. Драмы (1968)
- № 158. Лакснесс, Халлдор. «Самостоятельные люди». «Исландский колокол» (Ил. О. Верейского) (1977)
- № 159. Леонов, Леонид. «Русский лес» (1974)
- № 160. Джек Лондон. «Мартин Иден». Рассказы (Ил. П. Пинкисевича) (1972)
- № 161. Лоусон, Генри. Рассказы / Причард, Катарина. «Девяностые годы» (Ил. А. Кокорина) (1976)
- № 162. Лу Синь. Повести. Рассказы (1971)
- № 163. Льюис, Синклер. «Бэббит» . «Эроусмит»[англ.] (Ил. Е. Шукаева)(1973)
- № 164. Манн, Генрих. «Учитель Гнус». «Верноподданный». Новеллы (Ил. Л. Корчемкина) (1971)
- № 165. Манн, Томас. «Будденброки» (Ил. Н. Щеглова) (1969)
- № 166. Мартен дю Гар, Роже. «Семья Тибо[англ.]». Том 1 (Ил. Б. Заборова) (1972)
- № 167. Мартен дю Гар, Роже. «Семья Тибо». Том 2 (Ил. Б. Заборова) (1972)
- № 168. Маяковский, Владимир. Стихотворения. Поэмы. Пьесы (1969)
- № 169. Андерсен-Нексё, Мартин. «Дитте — дитя человеческое» (Ил. Б. Заборова) (1969)
- № 170. Поэзия Латинской Америки (1975)
- № 171. Поэзия социалистических стран Европы (1976)
- № 172. Пуйманова, Мария. «Люди на перепутье». «Игра с огнём». «Жизнь против смерти» (Ил. П. Пинкисевича) (1976)
- № 173. Райнис, Ян. Стихотворения. Пьесы (1976)
- № 174. Рид, Джон. «Восставшая Мексика». «Десять дней, которые потрясли мир». Америка 1918 (Ил. А. Бустоса и В. Шаранговича) (1968)
- № 175. Роллан, Ромен. «Жан-Кристоф». Книги 1—5 (Ил. Франса Мазереля) (1970)
- № 176. Роллан, Ромен. «Жан-Кристоф». Книги 6—10 (Ил. Франса Мазереля) (1970)
- № 177. Русская поэзия начала XX века (Дооктябрьский период) (1977)
- № 178. Садовяну, Михаил. Рассказы. «Митря Кокор» / Ребряну, Ливиу. «Восстание» (Ил. П. Пинкисевича) (1976)
- № 179. Советская поэзия. № 1 (1977)
- № 180. Советская поэзия. № 2 (1977)
- № 181. Советский рассказ. № 1: А. С. Серафимович, Вс. В. Иванов, И. Г. Эренбург, В. Я. Шишков, А. Г. Малышкин, Б. А. Лавренев, М. А. Булгаков, А. С. Грин, М. М. Пришвин, К. Чорный, С. Н. Сергеев-Ценский, А. Н. Толстой, Ю. Н. Тынянов, Л. Киачели, Ю. К. Олеша, М. Ауэзов, И. С. Соколов-Микитов, Ю. Яновский, Л. Первомайский, А. Бакунц, А. Каххар, И. И. Катаев, Л. Н. Сейфуллина, А. П. Платонов, М. М. Зощенко, И. Э. Бабель (1975)
- № 182. Советский рассказ. № 2 (1975)
- № 183. Стейнбек, Джон. «Квартал Тортилья-Флэт». «Гроздья гнева». «Жемчужина» (1977)
- № 184. Тагор, Рабиндранат. Стихотворения. Рассказы. Гора (1973)
- № 185. Твардовский, Александр. Стихотворения. Поэмы (1971)
- № 186. Толстой, Алексей. «Хождение по мукам» (Ил. Кукрыниксов) (1972)
- № 187. Упит, Андрей. Новеллы (1970)
- № 188. Уэллс, Герберт. «Машина времени». «Остров доктора Моро». «Человек-невидимка». «Война миров» (1973)
- № 189. Фадеев, Александр. «Разгром». «Молодая гвардия» (Ил. О. Верейского) (1971)
- № 190. Федин, Константин. «Города и годы». «Братья» (1974)
- № 191. Фейхтвангер, Лион. «Успех» (1973)
- № 192. Фолкнер, Уильям. «Свет в августе». «Особняк» (Ил. В. Горяева) (1975)
- № 193. Франс, Анатоль. «Преступление Сильвестра Бонара». «Остров пингвинов». «Боги жаждут» (1970)
- № 194. Фурманов, Дмитрий. «Чапаев» / Серафимович, Александр. «Железный поток» / Островский, Николай. «Как закалялась сталь» (1967)
- № 195. Хемингуэй, Эрнест. Рассказы. «Прощай, оружие!». «Пятая колонна». «Старик и море» (Ил. О. Верейского) (1972)
- № 196. Чапек, Карел. «Война с саламандрами». «Мать». Рассказы. Юморески (1976)
- № 197. Шолом-Алейхем. «Тевье-молочник». Повести и рассказы (1968)
- № 198. Шолохов, Михаил. «Тихий Дон». Книги 1—2 (Ил. О. Верейского) (1968)
- № 199. Шолохов, Михаил. «Тихий Дон». Книги 3—4 (Ил. О. Верейского) (1968)
- № 200. Шоу, Джордж Бернард. Пьесы (Ил. А. Васина) (1969)
- № 201. Справочный том (1979 год)

## Создатели
В редколлегию серии входило большое число писателей и других представителей творческой интеллигенции союзных и автономных республик. Коллегия была настолько громоздкой, что собрать её удалось всего два или три раза за 10 лет, преимущественно для того, чтобы оправдать само её существование. Фактическую работу вели группа редакторов издательства и рабочая группа ИМЛИ.
От издательства
- руководитель — Сергей Павлович Емельянников, а после его ухода на руководящую должность в Госкомиздате — Б. Т. Грибанов;
- редакторы — С. Чулков, С. Брахман, С. Шлапоберская, М. Ваксмахер, Т. Блантер, И. Чеховская, В. Санович (составил все восточные тома), Е. Осенева, Е. Дворецкая, А. Парин, Ю. Розенблюм;
- художественные редакторы — Л. Калитовская, Ю. Коннов; технические редакторы — Л. Платонова, В. Кулагина.

От ИМЛИ
- И. И. Анисимов (председатель редсовета серии), Р. М. Самарин, А. А. Елистратова, И. Г. Неупокоева.

## Художественное оформление
В закрытом конкурсе на художественное оформление серии победил Д. Бисти. Символом БВЛ является крылатый конь Пегас, делающий скачок над земным шаром. Эта эмблема была разработана художником В. Носковым и в модифицированном виде с 1979 года является эмблемой издательства «Художественная литература». Переплёты книг одеты не в обычный для того времени ледерин, а в штапель различных цветов: от ярко-жёлтого до тёмно-коричневого.
Более 100 советских художников иллюстрировали книги «Библиотеки всемирной литературы».

## Оценки

### Награды
- Золотая медаль пятой Международной выставки искусства книги (1971)
- Государственная премия СССР (1978)

### Достоинства
- Это издание имеет большую художественную ценность, поскольку использованы как классические иллюстрации Г. Доре, Ж. Гранвиля, Рокуэлла Кента, Кукрыниксов, так и выполненные специально для этих изданий известными советскими графиками — Орестом Верейским, Виталием Горяевым, Евгением Ракузиным, Дмитрием Бисти, Борисом Свешниковым и пр. Всего в книгах серии более 3500 иллюстраций[5].
- Уникальность по широте охвата материала (представлены 3235 авторов из более чем 80 стран с 26 000 произведений[6]) и сочетанию массового тиража (более 60 млн экземпляров) с высоким уровнем художественного оформления.
- Высокое качество печати книг, профессиональное художественное оформление.
- Из двухсот томов русскоязычной литературе посвящено немногим более 40, что весьма демократично для советского книгоиздательства.
- Вступительные статьи к томам и комментарии писали крупные советские писатели и лучшие советские филологи и искусствоведы, многие произведения даны в новых переводах или специально переведены для этого издания, в том числе четыре песни Библии, хеттские и шумерские тексты, «Ивэйн, или Рыцарь со львом» Кретьена де Труа, «Парцифаль» Вольфрама фон Эшенбаха, провансальская лирика, многие новеллы эпохи Возрождения, «Гаргантюа и Пантагрюэль», «Декамерон», «Потерянный рай» и «Возвращённый рай» Мильтона, «Рамаяна»[7].
- Не только полнота отличает это издание, которое содержит в себе книги, которых прежде никто читать не мог, поскольку не было таких антологий как «Поэзия и проза Древнего Востока», «Классическая поэзия Индии, Китая, Кореи, Вьетнама, Японии», «Классическая драма Востока», «Классическая проза Дальнего Востока», «Песни южных славян», «Европейская новелла Возрождения», «Европейская поэзия Возрождения».
- Памятники хеттской литературы, впервые прочитанные, прокомментированные, переведенные Вячеславом Всеволодовичем Ивановым, были опубликованы впервые именно в этой серии.
- Впервые опубликованы тома "Героический эпос народов СССР.

### Недостатки
- О бесконечно сложной задаче, стоявший перед редакционным советом БВЛ — как уместить огромный материал в 200 томов — пишут составители Каталога БВЛ:
- Одни шедевры оттесняют здесь другие. Так, например, — раз опубликованы «Преступление и наказание» и «Братья Карамазовы», для «Идиота», не говоря уже о других произведениях Достоевского, места не остается. Между тем кто же усомнится, что произведения эти были бы в БВЛ на одном из почетных мест. А драматургия Л. Н. Толстого, которой тоже не хватило места? Специалисты по русской литературе огорчены также тем, что не нашлось места Г. Успенскому, Гаршину и некоторым другим русским писателям. Впрочем, шедевры теснят шедевры и в других случаях. Шире могли бы быть представлены Бальзак, Золя. И этот перечень можно было значительно расширить[8].
- Они же отвечают на эту критику:
- Трудно спорить с подобными замечаниями. Не следует забывать, однако, что в таком случае нужно было бы издавать не 200, а значительно больше томов, то есть делать другую библиотеку. Надо думать, что через какой-то промежуток времени это и будет сделано[8].
- Произведения издавались после цензорского отбора, обусловленного коммунистической идеологией. Это стало причиной того, что ряд литературных памятников представлен фрагментарно, либо в сокращённом виде («Сатирикон» Петрония, «Женщина, несравненная в любовной страсти» Сайкаку). При отборе авторов XX века заметен перевес идеологии над художественными качествами произведений: заметны симпатии по отношению к носителям социалистических взглядов или симпатизирующим советской власти (Драйзер, Уэллс, Роллан и др.) и игнорирование авторов, осуждавших политику СССР и не поддерживающих идеологию социализма и коммунизма. Едва не были исключены тома Лакснесса и Арагона, как раз в то время выступивших против советского вторжения в Чехословакию, а также Стейнбека, сын которого воевал во Вьетнаме[6]. Результатом идеологического отбора стало отсутствие произведений ряда выдающихся писателей и поэтов XX века, в том числе Ф. Кафки, Э. М. Ремарка, Дж. Джойса, М. Пруста, Ф. С. Фицджеральда, С. Моэма, А. де Сент-Экзюпери, В. Набокова, лауреатов Нобелевской премии по литературе Г. Гауптмана, К. Гамсуна, Ю. О’Нила, Г. Гессе, Ж.-П. Сартра, Г. Бёлля, У. Голдинга, А. Камю и многих других.
- «Европоцентризм» в представлении литературной карты мира: большинство томов серии представлены произведениями либо европейской литературы, либо литературы не европейской, но написанной на европейских языках и тесно связанной с европейской литературной традицией (американская литература, испаноязычная литература Латинской Америки и др.). В то время, как многие значительные писатели или произведения европейского Средневековья, Возрождения, XVII и XVIII века представлены в серии отдельными томами (Чосер, Данте, Боккаччо, Шекспир, Рабле, Сервантес, Мильтон, Мольер, Свифт, Дефо, Филдинг, Вольтер, Дидро, Руссо, Шиллер, Гёте и др.) или регионально-тематическими антологиями (изборник, средневековый роман и повесть, поэзия трубадуров, вагантов и минезингеров, поэзия Возрождения, новелла Возрождения, утопический роман, плутовской роман, испанский театр, театр французского классицизма и т. п.), литература Индии, Китая, Кореи, Японии, Вьетнама за этот же хронологический период представлена более скудно — тремя компилятивными томами (проза, поэзия, драма). Так, одно из выдающихся произведений японской литературы — «Повесть о Гэндзи» — представлена всего лишь четырьмя главами, а четыре китайских классических романа — «Троецарствие», «Речные заводи», «Путешествие на Запад» и «Сон в красном тереме» — не представлены даже фрагментарно. Не представлена совсем средневековая повествовательная проза Индии (Панчатантра, Хитопадеша, Сомадева и др.).
- Скудно представлено творчество писателей-женщин, за исключением одних лишь Жорж Санд, Леси Украинки, К. С. Причард и М. Пуймановой, в частности, отсутствуют произведения Кристины Пизанской, Мадам де Сталь, Ф. Саган, Дж. Остин, Ш. Бронте, Э. Л. Войнич, К. Мэнсфилд, Д. Дюморье, Д. Лессинг, Г. Бичер-Стоу, М. Митчелл, С. Унсет, Марко Вовчок и др.
- Для изготовления суперобложек была выбрана слишком тонкая бумага, что привело к их быстрому износу. В результате, у многих книги хранятся без суперобложек, а сохранившиеся суперобложки имеют довольно ветхий вид. В настоящее время полный комплект томов БВЛ в хорошо сохранившихся суперобложках считается библиографической редкостью.